# Lissonota szepligetii
Lissonota szepligetii är en stekelart som beskrevs av Dalla Torre 1901. Lissonota szepligetii ingår i släktet Lissonota och familjen brokparasitsteklar. Inga underarter finns listade i Catalogue of Life.